# Sinotyrannus
Sinotyrannus – rodzaj teropoda należącego do grupy tyranozauroidów (Tyrannosauroidea) żyjącego we wczesnej kredzie na obecnych terenach Azji. Sinotyrannus został opisany w 2009 roku przez Ji Qianga i współpracowników w oparciu o niekompletny szkielet obejmujący fragmentaryczną czaszkę oraz kilkanaście kości szkieletu pozaczaszkowego (KZV-001) wydobyty z datowanych na barrem lub apt osadów formacji Jiufotang w chińskiej prowincji Liaoning. Sinotyrannus był niewiele starszy od prymitywnych tyranozauroidów, takich jak Dilong, jednak znacznie od nich większy – osiągając 9–10 m długości był największym drapieżnikiem terenów grupy Jehol i największym spośród wszystkich tyranozauroidów żyjących przed późną kredą. Zachowany fragment czaszki mierzy 45,8 cm, co pozwala oszacować jej całkowitą długość na około 1 m. Oprócz niekompletnej czaszki odnaleziono również trzy kręgi tułowiowe, kilka żeber, niekompletne kości biodrowe, fragmentaryczne paliczki kończyn przednich oraz kilka innych niekompletnych kości. Ze względu na niektóre cechy czaszki oraz duże rozmiary, Ji i współpracownicy sugerowali, że Sinotyrannus może być najstarszym znanym przedstawicielem rodziny tyranozaurów (Tyrannosauridae). Kilka cech czaszki, takich jak duże nozdrza zewnętrzne i grzebień nosowy, łączą jednak Sinotyrannus z bazalnymi tyranozauroidami guanlongiem i proceratozaurem – przedstawicielami kladu Proceratosauridae – co dowodziłoby, że duże rozmiary Sinotyrannus wyewoluowały niezależnie od Tyrannosauridae. Przynależność tego rodzaju do Proceratosauridae potwierdziła również analiza kladystyczna przeprowadzona przez Brusatte'a i współpracowników (2010).
Nazwa rodzajowa Sinotyrannus, oznaczająca „chiński tyran”, pochodzi od łacińskiego słowa Sino („Chiny”) oraz greckiego tyrannus („tyran”). Nazwa gatunkowa gatunku typowego, kazuoensis, odnosi się do powiatu Kazuo, na terenie którego odnaleziono holotyp.